# メルヘン倶楽部
メルヘン倶楽部（メルヘンくらぶ）は、吉本興業（よしもとクリエイティブ・エージェンシー）
東京本社（東京吉本）所属のお笑いコンビ（結成日:2月14日）。東京NSC10期生。略称は「メルラブ」。出囃子はNeko Jumpの「Poo」。
2012年11月9日のブログ『メルヘンクッキー召しあがれ』にて解散を発表した。

## メンバー
たくちゃん（妖精名:タクピョネス、本名:山内拓磨、1984年7月26日 - ）
- ツッコミ担当。愛知県出身。A型。身長172cm。
- 2009年4月のAGE SAGE LIVEでAageに昇格できず、家で一升瓶を抱えて寝たらしい。
- ドM。痴女。
- カツラを取ってサングラスをかけるとみうらじゅんそっくりになる。
- 杉田かおるに似ているといわれる。
- イシバシハザマの石橋のブログによると、酒が凄く強いらしい。
- POISON GIRL BANDの吉田大吾、アップダウンの阿部が大好き。
- AGE AGE LIVEでよく衣装のスカートをめくられる。本人いわくマヂカルラブリーの野田はライブで一緒になると必ずめくってくるらしい。そのためわざわざ下着を女性用にしたが、その日に限って野田がめくってこなかったため、ライブの最後に自ら見せに行ったことがある。
- マヂカルラブリーの村上からは「ちゃんタクさん」と呼ばれている。
- 虫が大の苦手。そのため家でゴキブリが出たときは、見えなくなるまで祈りながら見続けているらしい。
- キャラを守る為にライブ後の衣装のまま帰ったことがある。
- 最近では可愛くなる為にロクシタンのボディクリームを塗っている。
- 2010年はモテることを目標にしている。
- 2010年に大河ドラマ龍馬伝が始まったことより、舞台でかつらが取れたとき周りから「坂本龍馬だ」と言われる事が多い。その時「日本の夜明けは近いぜよ」と返している。

くにちゃん（妖精名:クニファニー、本名:吉安邦英、1984年11月27日 - ）
- ボケ担当。岐阜県出身。O型。身長177.7cm 体重70㎏。
- 絵が漫☆画太郎タッチで上手。
- チェブラーシカと肉の人がすき。チェブラーシカ一番、肉の人二番。
- 姉が1人いる。
- ダイノジに岐阜の暴走族だったと暴露されたが、本人はブログコメントで否定している。
- ゆったり感の中村、クレオパトラの長谷川に「森泉に似ている」と言われたことがある。
- マンガ喫茶でバイトをしている。
- 雑誌のインタビューなどでたびたび「僕」「俺」と言っている。ライブでも時折言っていることがあり、相方にツッコミをいれられている。
- ASIAN KUNG-FU GENERATIONのファン。

## 芸風
- 必ず女装をしている。（セーラー服、妖精、天使など。）

クニファニーはショートで前髪を2つのピンで止めた髪型、タクピョネスはセミロングを2つに結んだ髪型になる。ただし、ネタによっては違う髪型になることもある。
- この芸風にしたのはタクピョネスの提案だが、最初に女装したのはクニファニー。
- ネタの初めもしくはネタ前半途中で、手を組み目を半開きにして「メルヘン倶楽部ですっ♪」と言い、ネタの最後では両手を前に出したあと交差させ、その後振り下ろす感じで「YO!メルヘン倶楽部！」と挨拶する。
- かつては漫才もやっていた。

## 略歴・概要
- たくちゃんは藤井隆・くにちゃんはティンカー・ベルに憧れてこの世界に入った。二人とも漫☆画太郎が好きという共通点もあり、コンビを結成、コンビ名の『倶楽部』はダチョウ倶楽部から取った。二人で初めて組んだのはNSC時代の合宿の時であり、その時は二人ともまだ相方がいなかったこともあったという。本格的に二人での活動を開始したのはNSC卒業間近のことであり、結成とした日は2月14日だった[1]。
- 前説などの際は女装はせず、ピンク色のポロシャツで舞台に立つことが多かったが、その後女装での前説が許されたという。
- ネタ合わせは原宿で行っている。
- 解散後はくにちゃんは芸人を引退し、たくちゃんは「たくぴよねす」としてピンで活動した後、テレ朝動画の企画「芸人同棲」2ndシーズンによって、東京NSC16期生・元「青春禁止」小川あかねと共に猫足バスタブを結成したが、2014年11月に解散。現在はピンとして活動を行っている。

### ｢妖精｣の時の設定
- 二人は妖精界からやってきた妖精という設定。
- 女装の時の年齢はチップとデールの2歳下。
- 妖精界の最寄りの駅は舞浜。
- 妖精界では口の周りにあるのはバニラビーンズ。(ヒゲ)

最近では砂鉄と答えてる。(磁場が発生しているらしい)
- 折りたたみ式の羽があるという。
- ↑というのに、ピチレモンの付録の冊子にて、「すきな女性のタイプ」にきちんと答えていた。

## 出演番組
- エンタの神様（日本テレビ） キャッチコピーは「女MEN(おとめん)チックな時間(ひととき)」
- エンタの天使（日本テレビ） キャッチコピーは「女MEN(おとめん)チックな時間(ひととき)」
- あらびき団（TBSテレビ）
- オールザッツ漫才（毎日放送）お客150人の投票で18点と言う出場組中最低点だった。
- オリエンタルラジオのマンガの日（ヤフー、2009年12月25日）

## 主な出演ライブ
- ふわふわペルシャじゅうたん（レギュラー）
- AGE AGE LIVE
- お笑いライブエベレータ（主催：リンスナイト）
- 新ネタバトル!Bリーグ（不定期）